# بيل يونغ
بيل يونغ (بالإنجليزية: Bill Young)‏ هو سياسي أسترالي، ولد في 28 أغسطس 1918 في أستراليا، وتوفي في 21 أبريل 2012 في نفس البلد. حزبياً، نشط في Western Australian National Party ‏. وقد انتخب عضو الجمعية التشريعية لأستراليا الغربية.